# Michael Diamond (strzelec)
Michael Constantine Diamond (ur. 20 maja 1972 w Sydney) – australijski strzelec sportowy, specjalizujący się w trapie, dwukrotny mistrz olimpijski.
Startował na sześciu igrzyskach. Debiutował w Barcelonie w wieku 20 lat. W Atlancie został mistrzem olimpijskim, cztery lata później obronił tytuł. Dokonał tego jako drugi w historii (po Włochu Luciano Giovannettim). Pięciokrotnie stawał na najwyższym stopniu podium Igrzysk Wspólnoty Narodów, był również m.in. mistrzem świata w 2007.
Michael Diamond nie wystąpił na igrzyskach olimpijskich w Rio de Janeiro – w maju 2016 prowadził samochód pod wpływem alkoholu i Australijski Związek Strzelecki nie uwzględnił go w składzie olimpijskim. Diamond odwołał się od tej decyzji, ale Australijski Komitet Olimpijski utrzymał w mocy decyzję związku.